# Рохово
Рохово (пол. Rochowo, нім. Rochow) — село в Польщі, у гміні Полянув Кошалінського повіту Західнопоморського воєводства.
Населення — 472 особи (2011).
У 1975-1998 роках село належало до Кошалінського воєводства.

## Демографія
Демографічна структура станом на 31 березня 2011 року:
|          | Загалом | Допрацездатний вік | Працездатний вік | Постпрацездатний вік |
| -------- | ------- | ------------------ | ---------------- | -------------------- |
| Чоловіки | 219     | 52                 | 155              | 12                   |
| Жінки    | 253     | 67                 | 148              | 38                   |
| Разом    | 472     | 119                | 303              | 50                   |